# 辻裕一
辻 裕一（つじ ゆういち、1959年10月25日 - ）は、日本の実業家。日東紡績取締役代表執行役社長。元日本紡績協会会長。

## 人物・経歴
岐阜県出身。1983年東北大学法学部卒業、日本鋼管入社。JFEホールディングス総務部長兼JFEスチール監査部長を経て、2011年JFEホールディングス経理部長、ユニバーサル造船監査役。2013年日東紡績企画本部経理財務部長。2014年日東紡績執行役経営企画部長兼総合リスク管理担当兼人事部、経営企画部、情報システム部、コンプライアンス統括部、調達統括部、大阪支店、名古屋支店担当。2015年日東紡績取締役兼執行役。2016年から日東紡績取締役代表執行役社長を務め、災害対策などを進めた。2017年日本紡績協会副会長。2021年同会長。日本化学繊維協会委員も務めた。